# Kaple svaté Anny (Horní Domaslavice)
Kaple svaté Anny v Horních Domaslavicích je drobná sakrální stavba, jež byla původně součástí tamního zámeckého areálu.

## Historie
Postavena byla pravděpodobně při přestavbě zámku rodem Grohmannů ve druhé polovině 18. století. Jiné zdroje datují výstavbu kaple již do roku 1654.
Zchátralá kaple byla svépomocně opravena místními věřícími roku 1960. Tím byla – na rozdíl od zbylé části zámeckých stavení – uchráněna od demolice. Opětovně byla rekonstruována místními věřícími v roce 1993.

## Architektura
Kaple je postavena na obdélníkovém půdorysu a je kryta sedlovou střechou. Do kaple vede půlkruhově zaklenutý vchod.
U kaple se nachází krucifix. V kapli je kamenná socha sv. Jana Nepomuckého s vročením 1773, lidová kamenická práce.